# São Miguel do Tocantins
São Miguel do Tocantins este un oraș în Tocantins (TO), Brazilia.